# STS–44
Az STS–44 az amerikai űrrepülőgép-program 44., az Atlantis űrrepülőgép 10. repülése.

## Küldetés
Az Amerikai Védelmi Minisztérium, Department of Defense (DoD) megbízásából indított Space Shuttle repülés.

## Jellemzői
A beépített kanadai Canadarm (RMS) manipulátor kart 50 méter kinyúlást biztosított (műholdak indítás/elfogása, külső munkák [kutatás, szerelések], hővédőpajzs külső ellenőrzése) a műszaki szolgálat teljesítéséhez.

### Első nap
1991. november 24-én a szilárd hajtóanyagú gyorsítórakéták, Solid Rocket Booster(SRB) segítségével Floridából, a Cape Canaveral (KSC) Kennedy Űrközpontból, a LC39–A (LC–Launch Complex) jelű indítóállványról emelkedett a magasba. Az orbitális pályája 91,9 perces, 28,5 fokos hajlásszögű, elliptikus pálya perigeuma 363 kilométer, az apogeuma 371 kilométer volt. Felszálló tömeg indításkor 117 766 kilogramm, leszálló tömeg 87 919 kilogramm. Szállított hasznos teher 20 240 kilogramm
Biztonsági okok miatt pályapozíció változtatást hajtott végre, hogy  elkerülje a Koszmosz–851 műholddal való véletlenszerű találkozást. A tervezettnél három nappal korábban kényszerült leszállni egy fedélzeti műszer meghibásodása miatt. Az első félbeszakadt küldetés az STS–2 volt.

## Hasznos teher
1. TERRA SCOUT – Föld-megfigyelés (terep és légi megfigyelés, és néhány geológia). Az elemző a hasznos teher specialistája volt.
2. Strategic Defense Initiative's Ultraviolet Plume Instrument (UVPI) – ultraibolya tartományban érzékelő tükrös kamera.
3. Extended Duration Orbiter Medical projekt – a mikrogravitációs környezetben végzett biológiai, fizikai vizsgálatok.
4. Radiation Monitoring Equipment-III – sugárvédelmi ellenőrző berendezés (gamma, elektron, neutron, proton sugárzás).
5. Air Force Maui Optical System (AMOS) – radar- és optikai mérések elősegítése, a földi objektumok kalibrálásának biztosítása.
6. Shuttle Activation Monitor (SAM) – az űrhajón belül több ponton detektorokkal mérték a gamma sugárzást.
7. Optikai Tester–1 (VFT -1) – a műszer segítségével a látási képességet vizsgálták mikrogravitációs körülmények között.
8. Bioreactor Flow – mikrogravitációs körülmények felhasználása egy bioreaktorban (STLV) elhelyezett sejtkultúrák vizsgálatára
9. Interim Operational Contamination Monitor (IOCM) – a raktérben kialakuló szennyeződés mérése.
10. Radiation Monitoring Experiment III (RME-III) – sugárvédelmi ellenőrző mérések (gamma, elektron, neutron, proton) a lakó- és tehertérben.

### Műhold
A tehertérben rögzített felderítő műholdat a Canadarm (RMS) manipulátor kar segítségével pályairányba állították. A műhold pályairányba állítását követően az űrrepülőgép 13-16 kilométerre eltávolodott. A műholdat a 60 perc múlva, automatikusan induló IUS–14 kétfokozatú rakéta főmotorja sikeresen felemelte,

#### USA 75
A Defense Support Program (DSP) típusú műholdak, hosszú üzemidővel, nagy üzembíztonsággal rendelkeztek. Legfőbb feladatuk , hogy infravörös érzékelők segítségével észleli, felismeri az induló rakéta hőáramlását, illetve a kísérleti atomrobbantásokat. Észlelést követően azonnali tájékoztatást ad a földi vevőállomásainak. 1970-óta az Észak-Amerikai Légvédelmi Parancsnokság (NORAD) korai előrejelző műholdja. A Perzsa-öbölben 1990-1991 között a Sivatagi Vihar hadműveletekben az iraki Scud rakéták indítását időben jelezte a lakosság és a koalíciós erők Izrael és Szaúd-Arábia csapatai részére.
A TRW és az Aerojet Electronics építette. Üzemeltette a Légierő (USAF).
Megnevezései: USA 75 (1991-080B);  Defense Support Program (DSP–16); Defense Support Program Spacecraft (DSP S/C16); Defense Support Program Improved (DSP-I F-3);  Integrated Missile Early Warning System (IMEWS-16);  DSP-I SS–3A; Liberty. Kódjele: SSC 21805.
Az orbitális egység pályája 1436 perces, 69 fokos hajlásszögű, geoszinkron pálya perigeuma 35 600 kilométer, az apogeuma 35 600 kilométer volt. Az Indiai-óceán felett teljesített szolgálatot. Aktív élettartama a pályán 7-9 év. 1998. december végén befejezte hasznos szolgálatát. Hasznos tömege 2380 kilogramm. Spin-stabilizált (mechanikus – motoros rásegítőkkel) műhold. Alakja hengeres, átmérője 4,2 méter, hossza 7,3 méter. A rakéta indulását rövidhullámú infravörös (SWIR), középhullámú infravörös (MWIR) teleszkópos kamerák érzékelték. A négy napelemtábla (1275 W) fesztávolsága 6,7 méter, a napelemek egy tartószerkezetre rögzítettek, a tartószerkezet állítható. Az adatátvitelt egy lézer kommunikációs rendszer biztosította. IUS–14 kétfokozatú rakéta főmotorja sikeresen felemelte, az első fokozat leválása után a második fokozat hajtóműve illesztette geoszinkron pályába. A motorok jellemzői az egyszerűség, nagy megbízhatóság, alacsony ár és biztonság volt. Az IUS–14 első fokozata 17 méter hosszú, a második fokozat 9,25 méter hosszú volt. Pályakorrekciókat kémiai fúvókák biztosították.
Előző műhold a DSP–15  vagy USA 65 (1990-095A),  a következő műhold a DSP–17 vagy USA 107 (1994-084A). Előző sorozat az USA 77 (1991-076E), a következő az USA-ban 73 (1991-082A)

#### Hatodik nap
1991. december 1-jén Kaliforniában az Edwards légitámaszponton (AFB) szállt le. Összesen 6 napot, 22 órát, 50 percet és 44 másodpercet töltött a világűrben. 4 651 112 kilométert (2 890 067 mérföldet) repült, 110 alkalommal kerülte meg a Földet. Egy különlegesen kialakított Boeing 747 tetején december 8-án visszatért kiinduló bázisára.

## Személyzet
(zárójelben a repülések száma az STS–44 küldetéssel együtt)
- Frederick Gregory (3), parancsnok
- Terence Henricks (1), pilóta
- Story Musgrave (4), küldetésfelelős
- Mario Runco (1), küldetésfelelős
- James Voss (1), küldetésfelelős
- Thomas Hennen (1), rakományfelelős

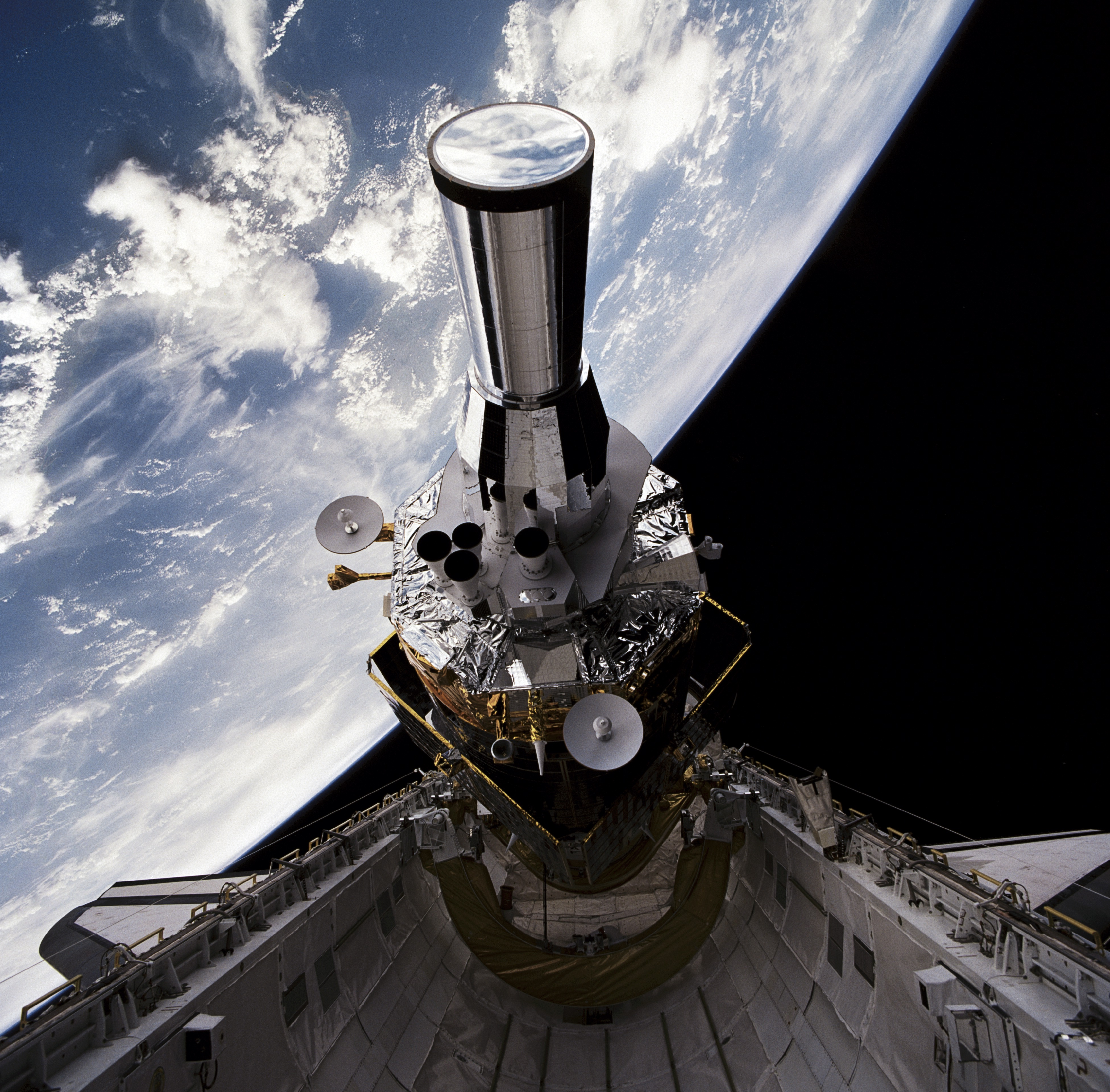
A DSP műhold elhagyja az Atlantis rakterét

### Tartalék személyzet
Michael Eugene Belt rakományfelelős

### Visszatérő személyzet
- Frederick Drew Gregory (3), parancsnok
- Terence Henricks (1), pilóta
- Franklin Story Musgrave (4), küldetésfelelős
- Mario Runco (1), küldetésfelelős
- James Voss (1), küldetésfelelős
- Thomas Hennen (1), rakományfelelős